# Salaș, Vidin
Salaș (în bulgară Салаш) este un sat în comuna Belogradcik, regiunea Vidin,  Bulgaria. 

## Demografie
Componența etnică a satului Salaș
     Bulgari (96,49%)
     Romi (3,5%)
     Nicio identificare (0%)
     Altele (0%)
La recensământul din 2011, populația satului Salaș era de 171 locuitori. Din punct de vedere etnic, majoritatea locuitorilor (96,49%) erau bulgari, cu o minoritate de romi (3,5%). Pentru 0% din locuitori nu este cunoscută apartenența etnică.